# Enicospilus pseudoconspersae
Enicospilus pseudoconspersae là một loài tò vò trong họ Ichneumonidae.